# 구 상트페테르부르크 증권거래소와 로스트랄 등대

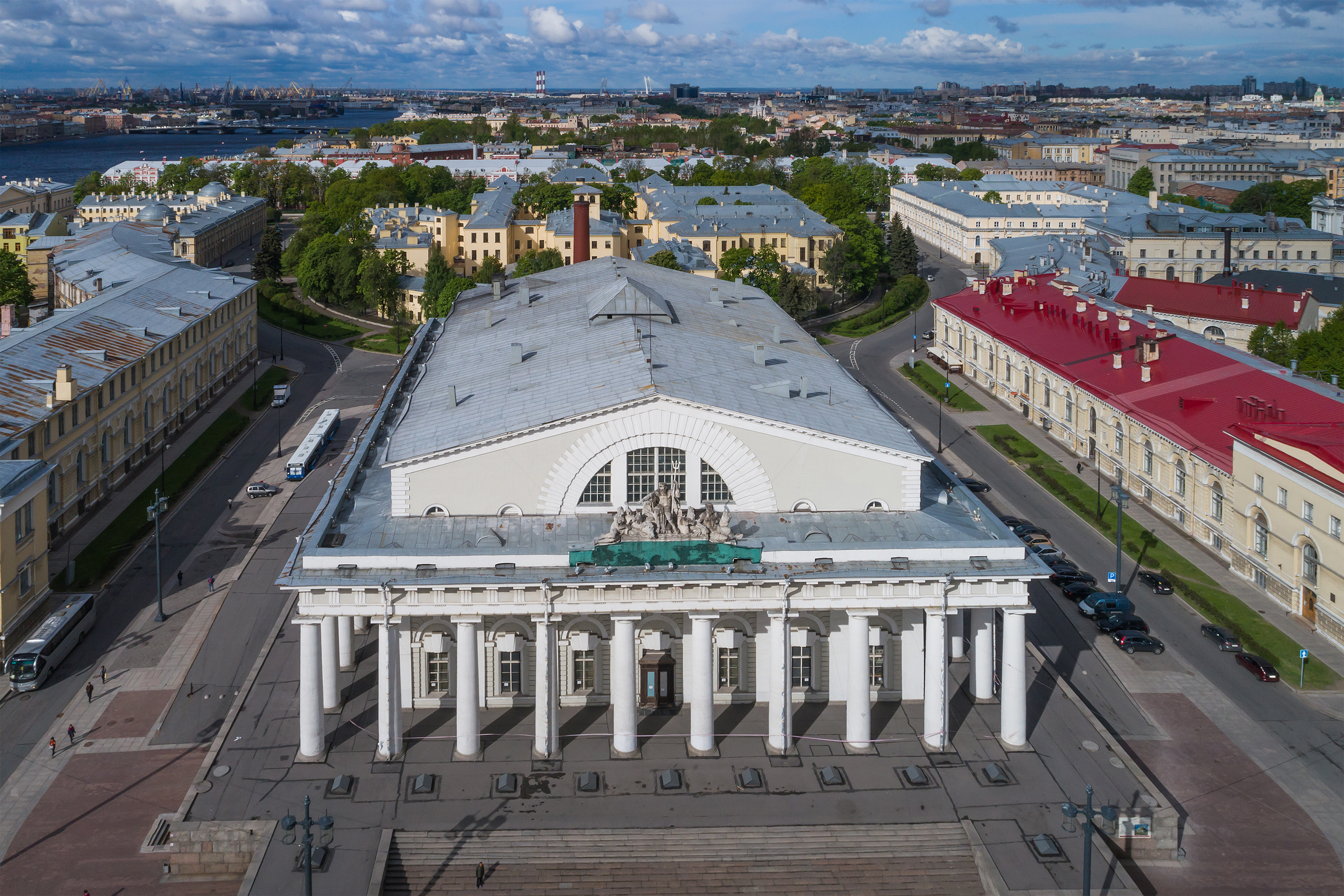

구 상트페테르부르크 증권거래소와 로스트랄 등대는 러시아 연방 상트페테르부르크에 위치해 있는 그리스 리바이벌 건축의 중요한 예시이다. 프랑스의 건축가 돔 두 토몬(Thomas de Thomon)에 의해 설계된 증권거래소는 1805년부터 1810년 사이 건조되었다. 로스트랄 등대는 바실리에프스키섬의 구 증권거래소 광장에 위치하고 있으며 높이 32m의 원기둥이다. 로스트랄은 뱃머리를 의미하며, 기둥의 대에는 소련의 4대강인 볼호프, 네바, 드네프로, 볼가를 상징하는 조각상이 있다. 1810년에 돔 두 토몬의 설계로 당시의 상품거래소와 함께 만들어졌다.